# فـان تان هونج
فـان تان هونج (بالفيتنامية: Phan Thanh Hưng) هو لاعب كرة قدم فيتنامي في مركز الوسط، ولد في 14 يناير 1987 في دا نانغ في فيتنام. شارك مع منتخب فيتنام تحت 23 سنة لكرة القدم ومنتخب فيتنام لكرة القدم. أما مع النوادي، فقد لعب مع نادي إس إتش بي دا نانغ ونادي كوانغ نام.

## وصلات خارجية
- فـان تان هونج على موقع قاعدة بيانات كرة القدم.إي يو (الإنجليزية)
- فـان تان هونج على موقع ناشيونال فوتبول تيمز (الإنجليزية)